# Ebun Oyagbola
Adenike Ebunoluwa Oyagbola (nombre de nacimiento Adenike Ebunoluwa Akinola, Igan Alade, Ogun, 5 de mayo de 1931—28 de febrero de 2025) fue una diplomática y política nigeriana, más conocida por ser la primera ministra de Nigeria tras su nombramiento en 1979.

## Vida
Nacida el 5 de mayo de 1931, Oyagbola es originaria de Igan Alade, una ciudad de Yewa North del área de gobierno local del estado de Ogun, al sudoeste de Nigeria, donde completó su primeros estudios. Se unió al Servicio Civil Federal en 1963 después de completar sus estudios en Inglaterra, Reino Unido. En diciembre de 1979, se convirtió en la primera ministra de Nigeria tras ser nombrada Ministra  de Planificación Nacional en la administración de Shehu Shagari, una posición que mantuvo hasta octubre de 1983. Más tarde se convirtió en la embajadora de Nigeria ante México, Panamá, Costa Rica y Guatemala. Desde 2016 sirve como la presidenta del capítulo nigeriano de Attitudinal Healing International.